# Bernardo Espinosa
Bernardo José Espinosa Zúñiga (Cali, Colombia, 11 de julio de 1989), conocido simplemente como Bernardo, es un exfutbolista colombiano que también posee la nacionalidad española. El último equipo en el que jugó como futbolista profesional fue el Marbella de la Primera Federación de España.

## Trayectoria
De madre española y padre colombiano, se trasladó a la ciudad de Marbella (Málaga) cuando contaba con diez años de edad. Sus comienzos como futbolista tuvieron lugar en distintos clubes de la provincia de Málaga hasta que, en edad juvenil, pasó a las categorías inferiores del Sevilla F. C. En la temporada 2007-08, además de proclamarse campeón de División de Honor y de la Copa del Rey, consiguió debutar con el Sevilla Atlético Club en Segunda División durante un encuentro ante el Málaga C. F. disputado en el estadio La Rosaleda.
En la campaña 2008-09 quedó incorporado definitivamente a la plantilla del filial sevillista, aunque solo pudo jugar quince encuentros debido a una lesión y el equipo descendió a Segunda División B. En la temporada 2010-11 llegó a participar en treinta y cinco partidos, en los que marcó un gol, y el Sevilla Atlético se clasificó para disputar la promoción de ascenso a Segunda División, en la que cayeron derrotados frente al C. D. Guadalajara. Además, el 10 de noviembre de 2010 jugó su primer partido con el Sevilla en la Copa del Rey ante el Real Unión Club, en el que consiguió anotar el tercer gol en una victoria por 6-1. Su debut en Primera División se produjo en la misma campaña, el 11 de mayo de 2011, contra el C. A. Osasuna en el estadio Reyno de Navarra.
Para la temporada 2011-12 fue cedido al Real Racing Club de Santander, equipo con el que jugó veinticinco partidos y anotó dos goles en la máxima categoría. El primero de ellos, frente al Real Zaragoza, supuso la victoria racinguista por 1-0; mientras que el segundo, logrado contra el Valencia C. F., estableció el 2-2 definitivo con el que finalizó el encuentro. En su regreso al Sevilla, no contó con ningún minuto durante la primera vuelta de la campaña 2012-13 y el 26 de diciembre de 2012 se anunció su cesión al Real Sporting de Gijón hasta el término de la misma.
El 26 de junio de 2013 rescindió su contrato con el Sevilla y se incorporó definitivamente a la plantilla del Sporting. En la campaña 2014-15 logró un ascenso a Primera División tras la victoria en la última jornada del campeonato ante el Real Betis Balompié. Anotó su primer gol en la temporada 2015-16 en un partido frente al Granada C. F. disputado en el estadio El Molinón que terminó con el resultado de 3-3. En el encuentro de la decimonovena jornada, ante el Villarreal C. F., sufrió una tríada —rotura del menisco y los ligamentos— en la rodilla derecha que lo mantuvo durante siete meses de baja.
El 15 de junio de 2016 se confirmó su fichaje por el Middlesbrough F. C. Su debut en la Premier League se produjo el 31 de diciembre en un encuentro frente al Manchester United F. C. en el que su equipo fue derrotado por 2-1. De cara a la temporada 2017-18 firmó un contrato con el Girona F. C. Dos temporadas después fue cedido al R. C. D. Espanyol.

## Selección nacional
Fue convocado por la selección colombiana por primera vez el 21 de febrero de 2012, para disputar un partido amistoso contra México. El partido terminó 2-0 a favor del conjunto cafetero, pero Bernardo no llegó a debutar. Posteriormente, también fue convocado para los partidos de clasificación para el Mundial de 2014 ante Perú y Ecuador, aunque tampoco llegó a disputar ningún minuto. El 6 de noviembre de 2015 recibió de nuevo la llamada de la selección para los enfrentamientos con Chile y Argentina correspondientes a las eliminatorias de la Copa Mundial de Fútbol de 2018. El 16 de marzo de 2018 fue convocado para los partidos amistosos frente a Francia y Australia previos al Mundial 2018. El 14 de mayo fue incluido por el entrenador José Pekerman en la lista preliminar de treinta y cinco jugadores para disputar el Mundial 2018, aunque no llegó a acudir al torneo.

### Participaciones enEliminatorias al Mundial
| Eliminatoria                         | Sede del Mundial       | Posición               | Resultado   | PJ                                 | GA | Asis |
| ------------------------------------ | ---------------------- | ---------------------- | ----------- | ---------------------------------- | -- | ---- |
| Eliminatorias Mundial de Brasil 2014 | Brasil                 | 2°lugar 30pts          | Clasificado | 0 (2 convocatorias como suplente)  | 0  | 0    |
| Eliminatorias Mundial de Rusia 2018  | Rusia                  | 4°lugar 27pts          | Clasificado | 0 (una convocatoria como suplente) | 0  | 0    |
| Total en Eliminatorias               | Total en Eliminatorias | Total en Eliminatorias | 2/2         | 0                                  | 0  | 0    |

## Clubes
| Club                | País          | Año           | Partidos | Goles | Asistencias |
| ------------------- | ------------- | ------------- | -------- | ----- | ----------- |
| Sevilla Atlético    | España        | 2008-2011     | 79       | 1     | —           |
| Racing de Santander | España        | 2011-2012     | 26       | 2     | —           |
| Sevilla             | España        | 2012-2013     | 2        | 1     | —           |
| Sporting de Gijón   | España        | 2013-2016     | 120      | 9     | 9           |
| Middlesbrough       | Inglaterra    | 2016-2017     | 15       | —     | —           |
| Girona              | España        | 2017-2019     | 72       | 1     | 4           |
| Espanyol            | España        | 2019-2020     | 32       | 3     | —           |
| Girona              | España        | 2020-2023     | 100      | 7     | 2           |
| Atlético Nacional   | Colombia      | 2024          | 11       | 1     | 0           |
| Marbella            | España        | 2024-Act.     |          |       |             |
| Total carrera       | Total carrera | Total carrera | 454      | 24    | 15          |

## Palmarés

### Distinciones individuales
| Distinción                                                 | Año  |
| ---------------------------------------------------------- | ---- |
| Incluido en el once ideal de la Segunda División de España | 2015 |
| Premio LFP al mejor defensa de la Segunda División         | 2015 |